# Gare de Vertaizon
Gare de Vertaizon vasútállomás Franciaországban, Vertaizon településen.

## Vasútvonalak
Az állomást az alábbi vasútvonalak érintik:
- Clermont-Ferrand–Saint-Just-sur-Loire-vasútvonal

## Kapcsolódó állomások
A vasútállomáshoz az alábbi állomások vannak a legközelebb:
- Gare de Pont-du-Château
- Gare de Lezoux